# Afrotropis

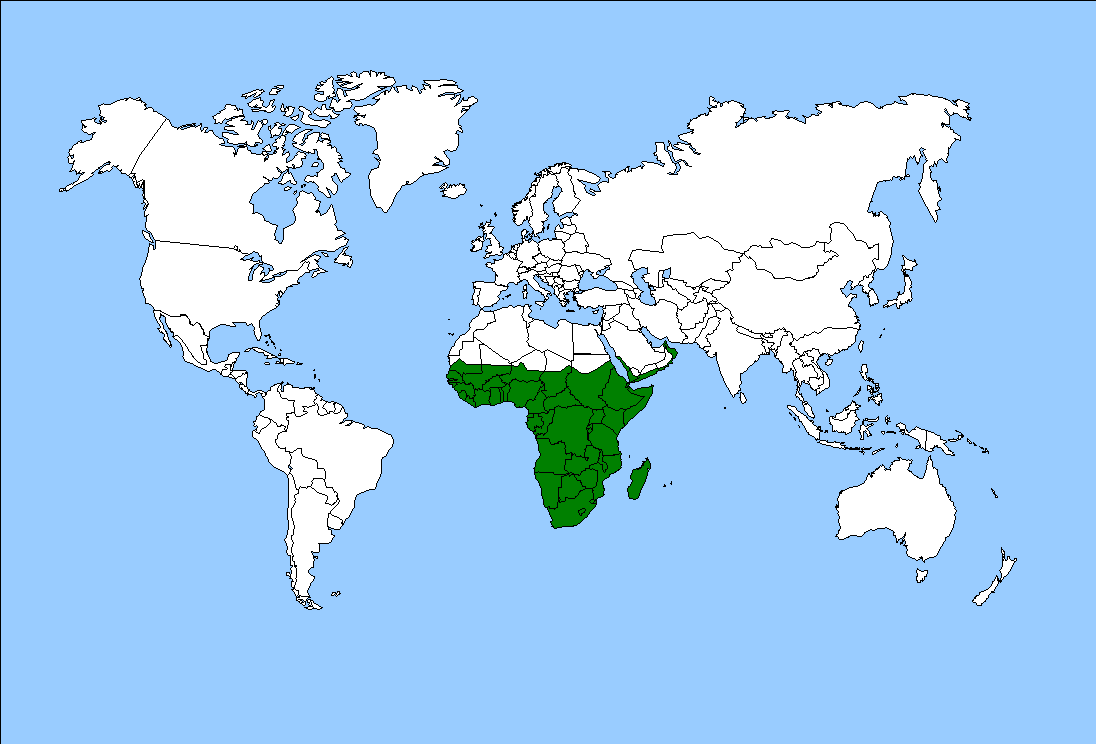
Die Afrotropis

Afrotropis, auch Äthiopis, ist die faunengeographische Bezeichnung für Afrika südlich der Sahara. Dieses Gebiet wurde früher als Äthiopische Zone bezeichnet. Zusammen mit der Orientalis bildet sie die Paläotropis, in der zahlreiche gemeinsame Pflanzen- und Tiergattungen bzw. Familien vorkommen. Beispiele hierfür sind Nashornvögel, Elefanten, Schraubenbaumgewächse und Doumpalmen. Die Afrotopis ist der Entstehungsort der Afrotheria.

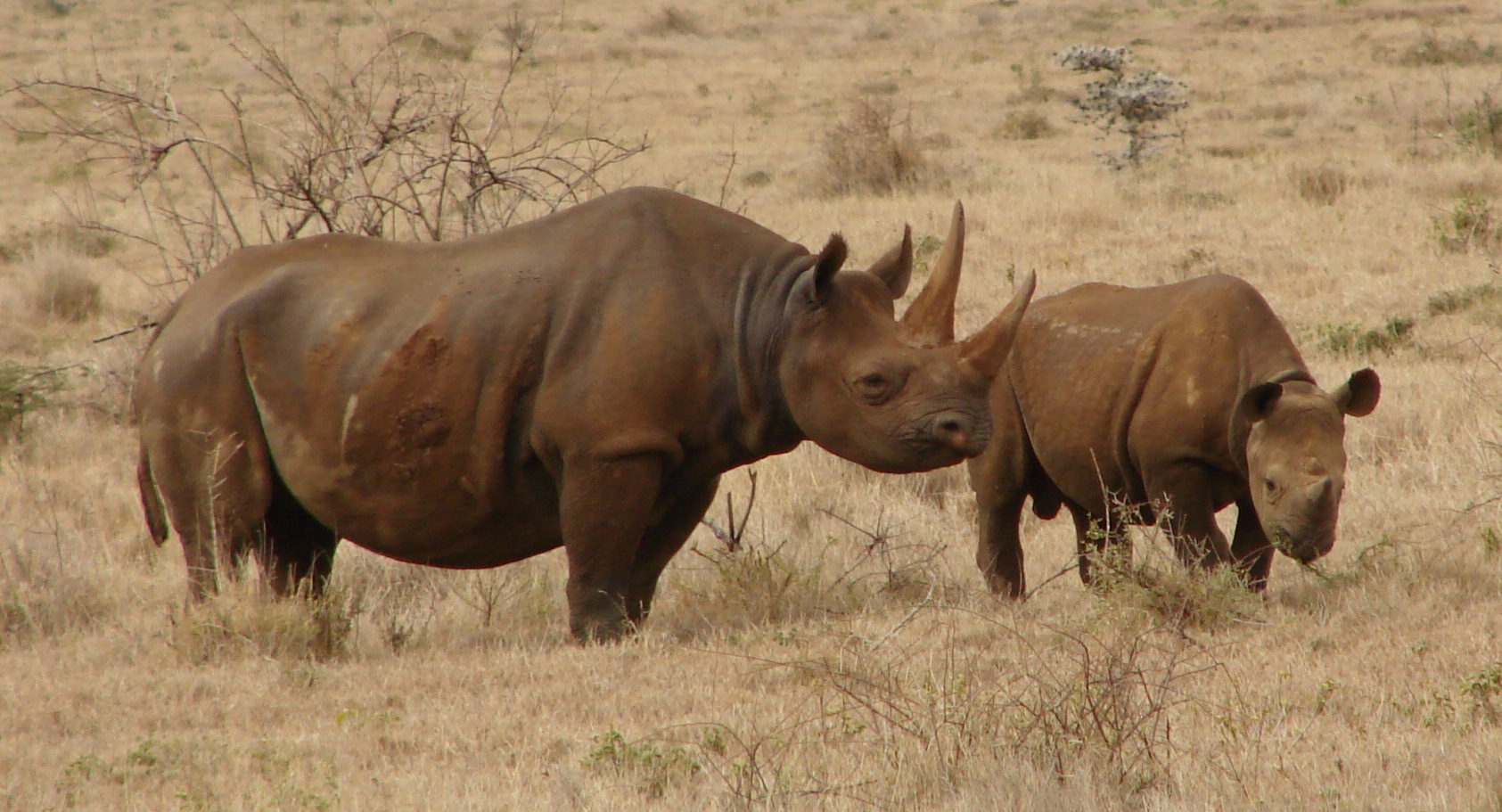
Das Spitzmaulnashorn ist in der Afrotropischen Region endemisch

## Subregionen
Die Grenze der Afrotropis nach Norden wird durch den Wüstengürtel Nordafrikas begrenzt. Der Südteil der Arabischen Halbinsel zählt ebenfalls zur Afrotopis. Madagaskar und die angrenzenden Inseln bilden in der Afrotropis eine eindeutig zu unterscheidende Subregion dieser Faunenzone, in der zahlreiche endemische Tierarten wie beispielsweise die Lemuren beheimatet sind. Madagaskar und die Seychellen waren ursprünglich Bestandteile des Superkontinents Gondwana. Die Trennung vom afrikanischen Kontinent erfolgte vor 150 Millionen Jahren. Andere Inseln im Indischen Ozean wie beispielsweise die Komoren und die Maskarenen sind vulkanischen Ursprungs und wesentlich später entstanden.
An Afrikas südlichster Spitze befindet sich die Capensis, die durch ein mediterranes Klima gekennzeichnet ist. Im Gegensatz zum Florenreich, dass durch viele endemische Arten gekennzeichnet ist, ist die Capensis keine eigenständige Subregion des Faunenreiches Afrotropis.

## Flora
Die wichtigsten Lebensräume der Afrotropis sind einerseits die Tropischen Regen- und Feuchtwälder Zentralafrikas und Westafrikas, sowie die Savannen und Trockenwälder, die sie umgeben und gegen die nördlichen Wüstenregionen abschirmen. Diese Wüstengebiete der Sahara und des südlichen Arabien bilden eine Übergangszone zur Paläarktis. Im Süden Afrikas liegen mit der Namib, der Karoo und der Kalahari weitere Wüstengebiete.
Die endemischen Pflanzenfamilie der Afrotropis umfassen beispielsweise
Oliniaceae, Heteropyxidaceae, Penaeaceae, Psiloxylaceae und Rhynchocalycaceae (Ordnung Myrtales) und Sarcolaenaceae (Ordnung Malvales).

## Fauna
Ein Großteil der Fauna ähnelt der Orientalis, aber auch mit der Paläarktis gibt es Gemeinsamkeiten. Einige endemische Tiergruppen können als sehr alte Elemente der Afrotropis gelten, da für sie keine Fossilfunde aus der Paläarktis vorliegen – einer Region, über die in der jüngeren Vergangenheit der meiste Austausch erfolgte. Diese alten Formen sind etwa die Ringelechsen, die Blindwühlen, und die Süßwassermuscheln der Familie Mutelidae. Diese alten Formen teilt die Afrotropis zum Teil mit der Neotropischen Region. Ein Umstand, der auf die bestehende Verbindung beider Kontinentalplatten und den Urkontinent Gondwana in früher Zeit hinweist.

### Säugetiere
Afrika war am Beginn der Erdneuzeit teilweise von allen anderen Kontinenten isoliert und entwickelte zu dieser Zeit eine besonders eigenständige Säugetierfauna. Die Tiergruppen, die hier entstanden, werden heute zur Gruppe der Afrotheria gerechnet. Zu diesen zählen Gruppen, die heute noch endemisch sind, wie etwa Elefantenspitzmäuse und Erdferkel, aber auch Gruppen, die zeitweise eine weltweite Verbreitung erlangten, wie die Rüsseltiere und die Seekühe.
Die Afrotropische Region weist insbesondere unter den Säugetieren zahlreiche Gemeinsamkeiten mit der Orientalischen Region auf, mit der sie bisweilen zur Paläotropis vereinigt wird. Zahlreiche Familien sind endemisch für beide Regionen zusammen, kommen aber jeweils in unterschiedlichen Gattungen vor. So finden sich unter den Menschenaffen die Gattungen der Schimpansen (Pan) und Gorillas (Gorilla) nur in der Afrotropis, während Orang-Utans (Pongo) und Gibbons (Hylobatidae) in der Orientalis endemisch sind. Ähnliches gilt für die Meerkatzenverwandten mit Meerkatzen (Cercopithecus), Mandrillartigen (Mandrillus) und Mangaben in der Afrotopis und Languren, Kleideraffen und Stumpfnasenaffen in der Orientalis, um nur eine Auswahl zu nennen. Weitere Beispiele sind die Elefanten mit Loxodonta beziehungsweise Elephas, die Nashörner mit Diceros und Ceratotherium beziehungsweise Rhinoceros und Dicerorhinus oder die Hornträger mit Gattungen wie Syncerus, Tragelaphus und Chonnochaetes in der Afrotropis beziehungsweise Bibos und Boselaphus in der Orientalis.
Zu den Säugetierfamilien, die heute in der Afrotropis endemisch sind, zählen die Flusspferde, die Giraffen, die Elefantenspitzmäuse, die Otterspitzmäuse, Goldmulle, Dornschwanzhörnchen, Erdferkel, Springhasen, Mähnenratten und Mausschläfer. Bären und Hirsche, die zwar ursprünglich in Nordafrika vorkamen, fehlen dagegen völlig in der Afrotropis. Einige, wie die Flusspferde und Giraffen kamen allerdings bis ins Plio-Pleistozän auch in Südafrika vor.

### Vögel
Zu den endemischen Vogelfamilien zählen die Straußenvögel, die Nektarvögel, die Sekretäre, die Perlhühner und die Langflügelpapageien.